# Nationaal Bus Museum
Het Nederlandse Nationaal Bus Museum (NBM) in Hoogezand is een museum, opgericht in 1978, met als doelen het bewaren, restaureren en deels rijvaardig houden van historische autobussen en het documenteren van de geschiedenis van het busvervoer in Nederland. Er worden ook verwante attributen getoond. Het museum is op geregelde tijden open voor bezoekers.

## Huisvesting en naamsverandering
Sinds 1985 was het museum onder de naam Noordelijk Bus Museum gevestigd te Winschoten in een uit 1954 daterende remise van het vroegere streekvervoerbedrijf GADO. Dit pand werd gehuurd van de gemeente. In de loop van 2011-2012 verhuisde het NBM naar een groter pand in Hoogezand. 
Bij de verhuizing is de naam 'Noordelijk Bus Museum' gewijzigd in 'Nationaal Bus Museum'. Hiermee geeft men aan dat de ambitie van het museum verder gaat dan alleen de geschiedenis van het Noord-Nederlandse busvervoer te laten zien.

## Collectie
Het museum beheert een collectie van ongeveer 45 historische autobussen, waarvan een deel in rijvaardige staat is en een ander deel nog wacht op restauratie. Dit materieel dateert van de jaren 1930 tot de jaren 1980 van en is afkomstig van (voor het overgrote deel verdwenen) bedrijven als DAM, ESA, FRAM, GADO, GDS, GVB Groningen, Harmanni, LAB, Marnedienst, Nefkens, NTM, NWH, OAD, Pieper, ZWH en meer. 
Bij een brand in 2011 ging een Bedford-bus uit 1936 verloren. Al eerder werd een Leyland-Verheul LVB668-bus uit 1968 bij een ongeval zwaar beschadigd. In 2014 werden de restanten gesloopt.
Naast bussen beschikt het museum ook over attributen van het stads- en streekvervoer en het touringcarvervoer in Nederland, een witkar uit Amsterdam en een archief met documentatie, onder meer van het vroegere Kromhout, producent van autobussen en vrachtauto's.
Sinds april 2023 is de Volkswagen Transporter T3 uit 1986, die RTV Noord ongeveer zeven jaar heeft gebruikt voor het tv-programma 'Expeditie Grunnen', in het museum te bezichtigen.
De gedachte dat autobussen uit de collectie rijdend gehouden moeten worden, heeft het museum uit praktische en financiële overwegingen losgelaten. Enkele bussen blijven beschikbaar voor verhuur en deelname aan evenementen. De overige worden afgestoten of na restauratie als statisch object tentoongesteld. In de periode na 2020 is de focus van het museum verlegd van het verhaal van de autobusgeschiedenis naar het bieden van attractieve publieksbeleving.

## Halte 13
Het NBM geeft het magazine 'Halte 13' uit, tot 2021 was de titel daarvan 'Informatiebulletin (IFB)'.

## Afbeeldingen van de collectie (selectie)
Een aantal bussen is onderdeel van het statisch museum en sommige worden gebruikt voor verhuur in verband met groepsreizen of toeristische rondritten.
| Datum verworven | Nummer     | Bedrijf        | Bouwjaar | Type                      | Opmerking                                                                          | Afbeelding     |
| --------------- | ---------- | -------------- | -------- | ------------------------- | ---------------------------------------------------------------------------------- | -------------- |
|                 | 52         | NWH            | 1952     | Scania Vabis-Hainje       | streekbus                                                                          |                |
| maart 1982      | 4400       | GADO           | 1958     | Leyland-Verheul           | streekbus                                                                          |                |
|                 | 4379       | NTM            | 1963     | Leyland-Verheul           | streekbus                                                                          | Opname gewenst |
|                 | 66         | Harmanni       | 1964     | Mercedes-Benz, Jonckheere |                                                                                    |                |
|                 | 133        | ESA            | 1964     | DAF-Groenewold            |                                                                                    |                |
| februari 1982   | 154        | DAM            | 1965     | DAF-Smit Appingedam       |                                                                                    |                |
|                 | 22         | GDS            | 1967     | Leyland-Den Oudsten       | streekbus                                                                          |                |
|                 | 1121       | NOF            | 1968     | Leyland-Verheul LVB668    | Oorspronkelijk Citosa/Westnederland 1111 (na ongeval bij Blijham in 2014 gesloopt) |                |
|                 | 7          | GVG            | 1968     | Leyland-Verheul           | stadsbus                                                                           |                |
|                 | 17         | LAB            | 1968     | DAF-Smit Joure            |                                                                                    |                |
|                 | 88         | Zuidwesthoek   | 1971     | DAF-Hainje                |                                                                                    |                |
|                 | 2          | Noord-Westhoek | 1975     | DAF-ZABO                  | streekbus                                                                          |                |
|                 | 2783       | GADO           | 1975     | Leyland-Den Oudsten       | cabrioletbus                                                                       |                |
|                 | 5677       | Westnederland  | 1976     | Leyland-Den Oudsten       | korte standaardstreekbus was service bus voor reparatie Utrechtse sneltram         |                |
|                 | 57 (5684)  | DVM            | 1977     | Leyland-Den Oudsten       |                                                                                    |                |
|                 | 2692       | FRAM           | 1978     | Leyland-Den Oudsten       | standaardstreekbus                                                                 |                |
|                 | 61         | GVBG           | 1978     | DAF-Hainje                | stadsbus CSA 1                                                                     |                |
|                 | 305 (2732) | DVM            | 1978     | Leyland-Den Oudsten       |                                                                                    | Opname gewenst |
|                 | 1671       | FRAM           | 1980     | Leyland-Den Oudsten       |                                                                                    |                |
|                 | 1759       | VAD            | 1980     | Den Oudsten-Leyland       |                                                                                    |                |
|                 | 8797       | GSM            | 1981     | DAF MB200-Den Oudsten     | standaardstreekbus                                                                 |                |
|                 | 36         | Noord-Westhoek | 1986     | DAF MB200-Den Oudsten     | standaardstreekbus                                                                 |                |
|                 | 44         | Pieper         | 1988     | Volvo-LAG AI450           | inmiddels gesloopt                                                                 |                |
|                 | 52         | GVU            | 1989     | DAF-Hainje                | stadsbus CSA 2                                                                     |                |
|                 | 519        | GVU            | 1990     | Volvo-Den Oudsten B88     | gelede stadsbus                                                                    |                |

### In bruikleen
De volgende bussen zijn in bruikleen:
| Datum bruikleen | Nummer | Bedrijf/museum                                | Bouwjaar | Type                      | Opmerking | Afbeelding     |
| --------------- | ------ | --------------------------------------------- | -------- | ------------------------- | --------- | -------------- |
| ?               | 139    | GVA / Stichting Trolleymaterieel Arnhem (STA) | 1956     | BUT-Trolleybus / Verheul  |           |                |
| ?               | 7319   | VAD / CVA                                     | 1974     | Leyland-Van Hool          |           |                |
| 19-04-2023      | ?      | RTV Noord                                     | 1986     | Volkswagen Transporter T3 |           | Opname gewenst |